# NGC 4568
NGC 4568 (również Syjamskie Bliźniaki, PGC 42069 lub UGC 7776) – galaktyka spiralna (Sbc), znajdująca się w gwiazdozbiorze Panny. Odkrył ją William Herschel 15 marca 1784 roku. Należy do gromady w Pannie.
NGC 4568 wraz z NGC 4567 tworzy optyczną parę, zwaną potocznie „Bliźniętami Syjamskimi”. Przesunięcie ku czerwieni obu tych galaktyk jest zbliżone, co oznacza, że mogą się znajdować blisko siebie, nie wiadomo jednak, czy na tyle blisko, by oddziaływać na siebie grawitacyjnie.
W galaktyce tej zaobserwowano supernowe SN 1990B i SN 2004cc. W kwietniu 2020 Obserwatorium Palomar w San Diego, satelita TESS oraz kosmiczny teleskop Hubble'a wykryły w galaktyce NGC 4568 bardzo wczesną, najwcześniejszą jak do tej pory, eksplozję supernowej. Oznaczono ją symbolem fqv. Obliczono, że wybuchająca gwiazda miała masę od 10 do 15 mas Słońca.